# Bitwa pod Helsingborgiem
Bitwa pod Helsingborgiem – starcie zbrojne, które miało miejsce 10 marca 1710 podczas Wielkiej Wojny Północnej.
Bitwa stoczona została przez armię duńską (14 tys. żołnierzy) dowodzoną przez Jørgena Rantzaua, z armią szwedzką (14 tys. żołnierzy) dowodzoną przez Magnusa Stenbocka. Bitwa odbyła się na wzgórzach Ringstorp na północny zachód od Helsingborga i była ostatnią w historii duńską próbą odzyskania Skanii.

## Wstęp
Choć Dania szybko została zmuszona przez króla Szwecji Karola XII do zawarcia separatystycznego pokoju w Traventhal i wycofania się z wojny, nie zrezygnowała jednak z planów odzyskania utraconych prowincji Skanii, Hallandu czy Blekinge. Dlatego, gdy tylko Szwedzi przegrali pod Połtawą w 1709, Duńczycy niemal natychmiast wypowiedzieli im wojnę. Akt wypowiedzenia wojny przez Danię szwedzka Rada Państwa otrzymała 18 października 1709. Oficjalnym pretekstem do wojny były cła pobierane przez Szwedów w Sundzie oraz złe traktowanie ludności zamieszkującej Skanię, Halland, Blekinge i Bohuslän.
W końcu października 1709 w Sundzie zebrała się potężna flota duńska i 2 listopada wysadziła desant w okolicach miejscowości Råå na terytorium Szwecji. Duńska armia inwazyjna prowadzona przez generała Christiana Ditleva Reventlowa liczyła 15 tys. żołnierzy, a w jej skład wchodziło 6 regimentów jazdy, cztery regimenty dragonów, 8 regimentów piechoty i 6 kompanii artylerii. Armia ta nie napotkała żadnego poważniejszego oporu. Przyczyną tego było zniszczenie wielu starych regimentów pod Leśną i pod Połtawą, które trudno było w szybkim czasie zastąpić jednostkami o porównywalnej wartości bojowej. Dlatego Magnus Stenbock późnym latem 1709 miał przy sobie tylko jeden zdolny do walki skański regiment. W tych warunkach szwedzki kontratak musiał poczekać, a niewielka na razie armia wycofała się do Smalandii. Na początku grudnia Duńczycy kontrolowali niemal całą środkową Skanię, z wyjątkiem Landskrony i Malmö. Kolejnym celem było wzięcie bazy morskiej w Karlskronie, dlatego duńska armia starała się szybko posuwać w głąb Szwecji. W styczniu 1710 Duńczycy pobili niewielkie siły szwedzkie w okolicach miasta Kristianstad.
Stenbock z pośpiechem próbował zbierać nową armię i w tym celu rozpoczął werbowanie rekrutów do nowo tworzonych regimentów. Całość sił koncentrowana była wokół Växjö, skąd Stenbock planował późniejszy wymarsz. Rekrutów szkolono codziennie na lodzie leżącego pod miastem zamarzniętego jeziora. 5 lutego Stenbock ruszył do Osby, gdzie dołączyły do niego dodatkowe jednostki. Ostatecznie siły jego osiągnęły 16 tys. żołnierzy. Helsingborg był kluczem do panowania nad Skanią i dlatego Stenbock ruszył w jego kierunku przez Rönneå do Kävlingeån, przecinając w ten sposób duńskie linie komunikacyjne.
Duński wódz Reventlow natychmiast dostrzegł niebezpieczeństwo i zawrócił w kierunku maszerujących Szwedów, by przeciąć im drogę. Jednak gdy wojska szwedzkie dotarły już do Ringsjön w środkowej Skanii, Reventlow nagle zachorował, i to tak poważnie, że musiał zdać dowództwo nad armią generałowi lejtnantowi Jørgenowi Rantzauowi. Rantzau, obawiając się, że znajdzie się między armią szwedzką a szwedzkim garnizonem w Malmö, ruszył w kierunku Helsingborga. Gdy Rantzau dotarł na miejsce i założył obóz pod miastem, jego siły liczyły 10 tys. piechoty i 4 tys. jazdy. Stenbock otrzymał spóźnione informacje o duńskim marszu na Helsingborg, dlatego nie mógł tam zdążyć przed Duńczykami. Ostatecznie Szwedzi nocą 28 lutego założyli obóz na północny wschód od miasta. Pod względem liczebnym siły ich były równe siłom armii Rantzaua, z tą różnicą, że Szwedzi mieli liczniejszą jazdę, a Duńczycy mieli więcej piechoty.

## Bitwa
Rankiem 28 lutego Magnus Stenbock maszerował na południe w kierunku Helsingborga. Po dotarciu do duńskich pozycji uszykował swą armię do bitwy. Gęsta poranna mgła rozciągała się po okolicach, ukrywając obie armie przed sobą. Gdy mgła się uniosła obaj dowódcy mogli ujrzeć usytuowanie obu armii. Gdy Rantzau zauważył, że Szwedzi od zachodu obeszli jego lewe skrzydło, zmuszony został do jego natychmiastowego wzmocnienia. Rozstawiona na wzgórzach Ringstorp duńska artyleria otworzyła w południe ogień na szwedzkie pozycje, rozpoczynając w ten sposób bitwę.
Stenbock, zamiast wykorzystać słabość duńskiego lewego skrzydła obrócił swą armię na wschód, gdzie znajdowało się prawe skrzydło armii duńskiej. Duńczycy uznali to za próbę okrążenia ich prawego skrzydła i, aby temu zapobiec, maszerowali dalej na wschód, co doprowadziło do powstania luki w szykach armii duńskiej. Luki tej nie udało się zapełnić. Do pierwszych potyczek doszło w pobliżu leżącej na wschodzie miejscowości Brohuset. Szwedzi zostali odparci, a ich dowódca Burenskiöld dostał się do niewoli. Jednak wkrótce reszta szwedzkiego wschodniego skrzydła poprawiła sytuację i zdobyła nad Duńczykami przewagę. Wódz duński osobiście brał udział w walce, tracąc z tego powodu kontrolę nad bitwą. Ostatecznie otrzymał ranę postrzałową w płuco. W tym samym czasie Szwedzi obeszli wschodnie skrzydło armii duńskiej i zaatakowali je od tyłu, co doprowadziło do jego załamania. Duńskie regimenty poszły w rozsypkę, zamieniając się w bezładnie uciekającą w kierunku Helsingborga ludzką masę.
Brak Rantzaua dał o sobie znać w momencie, gdy Szwedzi uderzyli na centrum duńskiego szyku. Duńczycy w centrum z trudem powstrzymywali szwedzkie natarcie, a widząc upadek swego wschodniego skrzydła, sami także zaczęli się chwiać. Duńskie elitarne jednostki Gardet oraz korpus grenadierów, rozstawione na brzegach centrum, powstrzymały Szwedów dość długo, by pozostałe siły zdołały się wycofać. Jednak wielu z uciekających żołnierzy duńskich zostało wyciętych przez szwedzką kawalerię.
Następnie Szwedzi zaatakowali lukę, jaka powstała między duńskim centrum a jego zachodnim skrzydłem. Tutaj, od momentu, gdy von Dewitz otrzymał rozkaz udania się na wschodnią część pola bitwy, także brakowało Duńczykom przywództwa. Szwedzka kawaleria po zakończeniu pościgu za uciekającymi Duńczykami wróciła i otoczyła grenadierów. Druga obok grenadierów elitarna jednostka duńska zwana Gardet już wcześniej zmuszona została do wycofania się. Ponieważ sytuacja groziła całkowitym unicestwieniem armii duńskiej, generał major Valentin von Eickstedt chcąc ratować resztę sił, wydał rozkaz do odwrotu.

## Po bitwie
Resztki duńskiej armii schroniły się za murami Helsingborga. Stenbock przystąpił teraz do oblężenia twierdzy. Złożona Duńczykom propozycja kapitulacji została odrzucona przez von Dewitza. Szwedzka rada wojenna doszła do wniosku, że siły szwedzkie są zbyt słabe, by ryzykować szturm i postanowiła bombardować miasto. Resztki duńskiej armii opuściły 5 marca Skanię, zabijając uprzednio wszystkie konie i niszcząc całą artylerię.
Duńczycy stracili 5 tys. zabitych i 2 500 jeńców, Szwedzi – 800 zabitych i 2 tys. rannych. Po tej bitwie Duńczycy już nigdy nie próbowali odebrać Skanii.
Podczas walk silnie ucierpiało samo miasto Helsingborg, które nie tylko zostało poważnie uszkodzone przez szwedzkie bombardowanie, ale dodatkowo dotknięte zostało epidemią wywołaną przez liczne trupy, zarówno ludzkie, jak i końskie. Straty w ludności miasta okazały się tak duże, że aby je zrekompensować, czekać trzeba było aż do połowy XIX wieku.